# Màrine (Djankoi)
|  | Per a altres significats, vegeu «Màrino». |

Màrine (en (ucraïnès): Мар'їне, en rus: Марьино, Màrino) és un poble de la República Autònoma de Crimea a Ucraïna, que el 2014 tenia 631 habitants. Pertany al districte rural de Djankoi.